# The Lost Anthology
The Lost Anthology è una raccolta del chitarrista statunitense George Lynch, pubblicata nell'agosto del 2005 dalla Cleopatra Records.
Si tratta di un doppio CD che abbraccia oltre 25 anni di carriera dai suoi esordi con le prime band californiane, passando per i Dokken, fino ad alcuni inediti dei Lynch Mob e dei suoi ultimi progetti (comprese alcune sue partecipazioni ad album tributo). In alcune edizioni straniere l'album è pubblicato con il titolo Lost Lynch e con una copertina leggermente diversa ma la lista tracce è invariata.

## Tracce

### CD 1
1. Thinking About You – 3:13
2. Nite Boyz – 4:08
3. Sleepless Nights – 4:19
4. It's Alive – 3:57
5. Paris Is Burning – 4:00
6. Heartless Heart – 3:20 – live in Los Angeles 1978
7. Jailhouse Rock (cover di Elvis Presley) – 3:13 – live in Los Angeles 1978
8. House on Fire (cover dei Kansas) – 3:15 – live in Los Angeles 1978
9. I've Been Waiting – 3:08
10. Going Under – 3:37 – live in Europe 1981
11. In The Middle – 4:19 – live in Europe 1981
12. Cry Again (instrumental version) – 4:08
13. Lost Behind the Wall – 4:30 – live in Yokohama 1988
14. Turn on the Action – 5:00 – live in Yokohama 1988
15. When the Good Die Young – 4:55

### CD 2
1. Candy Coated Sin – 4:37
2. Invitation – 5:01
3. Tooth and Nail – 3:30 – live in Hollywood 15/04/2003
4. Closer – 4:23
5. Deepen – 4:05
6. If God Could Hear Me Now – 4:39
7. Nothing – 3:59
8. Dust (instrumental) – 6:08
9. Bruising Me – 3:20
10. Bulldog Tyranny – 4:58
11. Paranoid (cover dei Black Sabbath) – 3:38
12. He's a Woman - She's a Man (cover degli Scorpions) – 3:24
13. Billion Dollar Babies (cover di Alice Cooper) – 4:01
14. Round and Round (cover dei Ratt) – 4:35
15. S.A.T.O. (cover di Ozzy Osbourne) – 4:10

## Formazioni

### CD 1
- Traccia 1: A (??? - voce, George Lynch - chitarra, Ronny Bruce - batteria)
- Traccia 2: The Boyz (Michael White - voce, George Lynch - chitarra, Monte Zufelt - basso, Mick Brown - batteria)
- Tracce 3-8: Xciter (Gregg Sanford - voce, George Lynch - chitarra, Monte Zufelt - basso, Mick Brown - batteria)
- Traccia 9: Xciter (Lisa Furspanker - voce, George Lynch - chitarra, Monte Zufelt - basso, Mick Brown - batteria)
- Tracce 10-15: Dokken (Don Dokken - voce, George Lynch - chitarra, Jeff Pilson - basso, Mick Brown - batteria)

### CD 2
- Tracce 1-3: Lynch Mob (Robert Mason - voce, George Lynch - chitarra, Anthony Esposito - basso, Mick Brown - batteria)
- Tracce 4-7: Stonehouse (Matt Kramer - voce, George Lynch - chitarra, Mark Matson - batteria)
- Traccia 8: George Lynch - chitarra
- Traccia 9: Michelle Joan Smith - voce, George Lynch - chitarra, Danny Boyle - basso, Kevin Jackson - batteria)
- Traccia 10: Microdot (London LeGrand - voce, George Lynch - chitarra, Tracy Arrington - basso, Kevin Jackson - batteria)
- Traccia 11: Bat Head Soup: A Tribute to Ozzy (Vince Neil - voce, George Lynch - chitarra, Stu Hamm - basso, Greg Bissonette - batteria)
- Traccia 12: Covered Like a Hurricane: A Tribute to the Scorpions (John Corabi - voce, George Lynch e John Morris - chitarre, Chuck Garric - basso, Steve Riley - batteria)
- Traccia 13: Humanary Stew: A Tribute to Alice Cooper (Phil Lewis - voce, George Lynch e Bob Kulick - chitarre, Stu Hamm - basso, Derek Sherinian - tastiere, Vinnie Colaiuta - batteria)
- Traccia 14: Ratt Era: The Best Of (Stephen Pearcy - voce, George Lynch - chitarra, Troy Johnson - basso, Tob Roberson - batteria)
- Traccia 15: Icarus Witch (Matthew Bizilla - voce, George Lynch e Steve Pollick - chitarre, Jason Myers - basso e tastiere, JC Dwyer - batteria)